# 2019
Năm 2019 (số La Mã: MMXIX). Trong lịch Gregory, nó sẽ là năm thứ 2019 của Công nguyên hay của Anno Domini; năm thứ 19 của thiên niên kỷ 3 và của thế kỷ 21; và năm thứ 10 của thập niên 2010.
Năm 2019 được Đại hội đồng Liên Hợp Quốc chỉ định là Năm quốc tế về Bảng tuần hoàn các nguyên tố hóa học vì nó trùng với kỷ niệm 150 năm sáng chế Hệ thống Bảng tuần hoàn của Dmitry Mendeleev vào năm 1869.

## Sự kiện

### Tháng 1
- 1 tháng 1: 

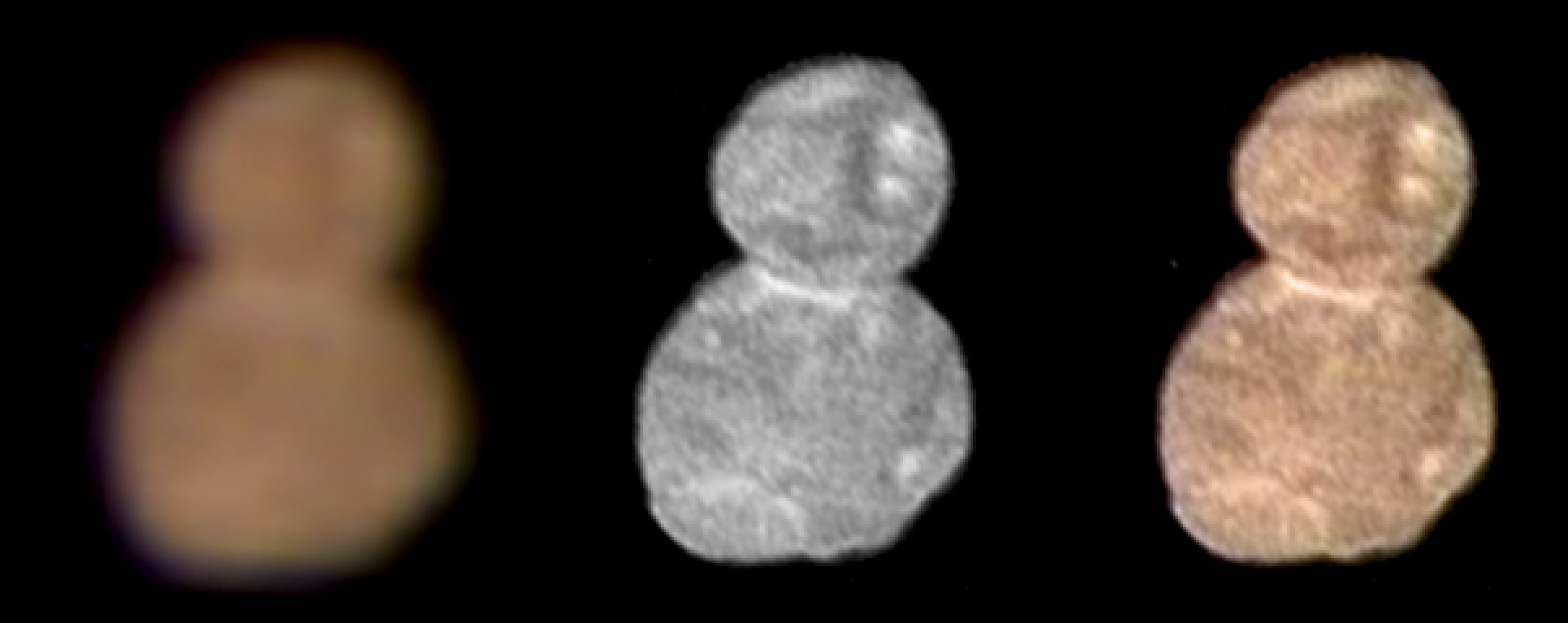
Hình ảnh màu đầu tiên về Ultima Thule, chụp ngày 1/1/2019

  - Jair Bolsonaro bắt đầu nhiệm kỳ bốn năm với tư cách là Tổng thống Brazil.
  - Tàu thăm dò không gian không người lái New Horizons thực hiện hành trình quanh (486958) 2014 MU69 thuộc vành đai Kuiper (KBO).
  - Qatar rút khỏi OPEC.
  - Hàn Quốc thông qua dự luật cấm sử dụng túi nylon trong tiêu dùng.
  - Cây cầu bằng gỗ ở công viên Gorky, thủ đô Moskva, Nga bất ngờ đổ sập trong lễ đón năm mới, 13 người bị thương.
- 3 tháng 1: Thường Nga 4 của Cơ quan Vũ trụ Quốc gia Trung Quốc trở thành tàu vũ trụ đầu tiên hạ cánh thành công xuống mặt tối của Mặt Trăng.

- 5 tháng 1 – 1 tháng 2: Cúp bóng đá châu Á 2019 tổ chức tại Các tiểu vương quốc Ả Rập Thống nhất, đội tuyển bóng đá quốc gia Qatar lần đầu tiên giành chức vô địch.
- 5 tháng 1:
  - Ba người thiệt mạng và bốn người bị thương trong vụ xả súng xảy ra tại khu vực Gable House Bowl của thành phố Torrance, thuộc bang California, Mỹ.
  - Thượng phụ Batôlômêô I của Constantinopolis cho phép Giáo hội Chính thống giáo Ukraina tách li khỏi Giáo hội Chính thống giáo Nga.
- 7 tháng 1: Giải Quả cầu vàng lần thứ 76 được trao, với phim điện ảnh Green Book giành được nhiều chiến thắng nhất.
- 8 tháng 1: Félix Tshisekedi tuyên bố đắc cử Tổng thống của Cộng hòa Dân chủ Congo.
- 9 tháng 1: Kênh truyền hình văn hóa - du lịch (Vietnam Journey) chính thức phát sóng.
- 11 tháng 1: Khủng hoảng hiến pháp tại Venezuela leo thang khi Juan Guaidó cùng Hạ viện phủ nhận tính chính đáng của Tổng thống đương nhiệm Nicolás Maduro từ cuộc bầu cử tháng 5 năm 2018 và tuyên bố Guaidó là Tổng thống tạm quyền.

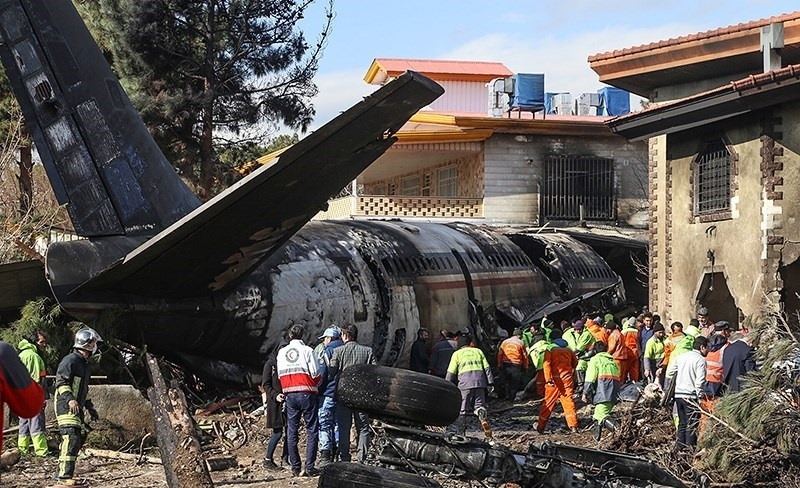
Xác Máy bay Boeing 707 của Saha Airlines, 14/1/2019

- 15 tháng 1: 16 người thiệt mạng khi chiếc Boeing 707 của Saha Airlines gặp sự cố khi hạ cánh xuống căn cứ không quân Fath, Iran.
- 19 tháng 1: Một vụ nổ đường ống vận chuyển nhiên liệu tại Hidalgo, Mexico làm 66 người chết và 71 người bị thương.
- 20 tháng 1: Đụng độ giữa cảnh sát và dân thường đã nổ ra tại thủ đô Athens khi hàng chục nghìn người xuống đường biểu tình phản đối thỏa thuận của Chính phủ Hy Lạp với Macedonia. Được biết, 25 cảnh sát bị thương và 7 người khác bị bắt giữ trong cuộc bạo loạn này.
- 21 tháng 1: Ít nhất 18 người thiệt mạng và khoảng 30 người bị thương trong một vụ đánh bom xe ô tô nhằm vào một căn cứ quân sự tại tỉnh Maidan Wardak, miền nam Afghanistan.
- 29 tháng 1:
  - Một đập khai thác mỏ bị vỡ ở Brumadinho, Brazil, khiến hơn 60 người chết và hàng trăm người khác mất tích.
  - Hai quả bom phát nổ tại Nhà thờ Đức Mẹ Núi Carmel ở Jolo, Philippines, giết chết ít nhất 18 người và làm hơn 80 người khác bị thương.
  - Hơn 60 người thiệt mạng trong trận lụt tại Nam Sulawesi, Indonesia.

### Tháng 2
- 2 tháng 2: Một đợt sóng lạnh ảnh hưởng đến Bắc Mỹ, giết chết ít nhất 21 người.
- 11 tháng 2: 
  - Childish Gambino và Kacey Musgraves giành nhiều danh hiệu nhất tại lễ trao giải Grammy lần thứ 61.
  - Roma do Alfonso Cuarón đạo diễn và biên kịch giành giải Phim hay nhất tại lễ trao giải thưởng Điện ảnh của Viện hàn lâm Vương quốc Anh.
- 12 tháng 2: Cộng hòa Macedonia chính thức đổi tên thành Cộng hòa Bắc Macedonia theo thỏa thuận Prespa, kết thúc tranh chấp kéo dài 27 năm.

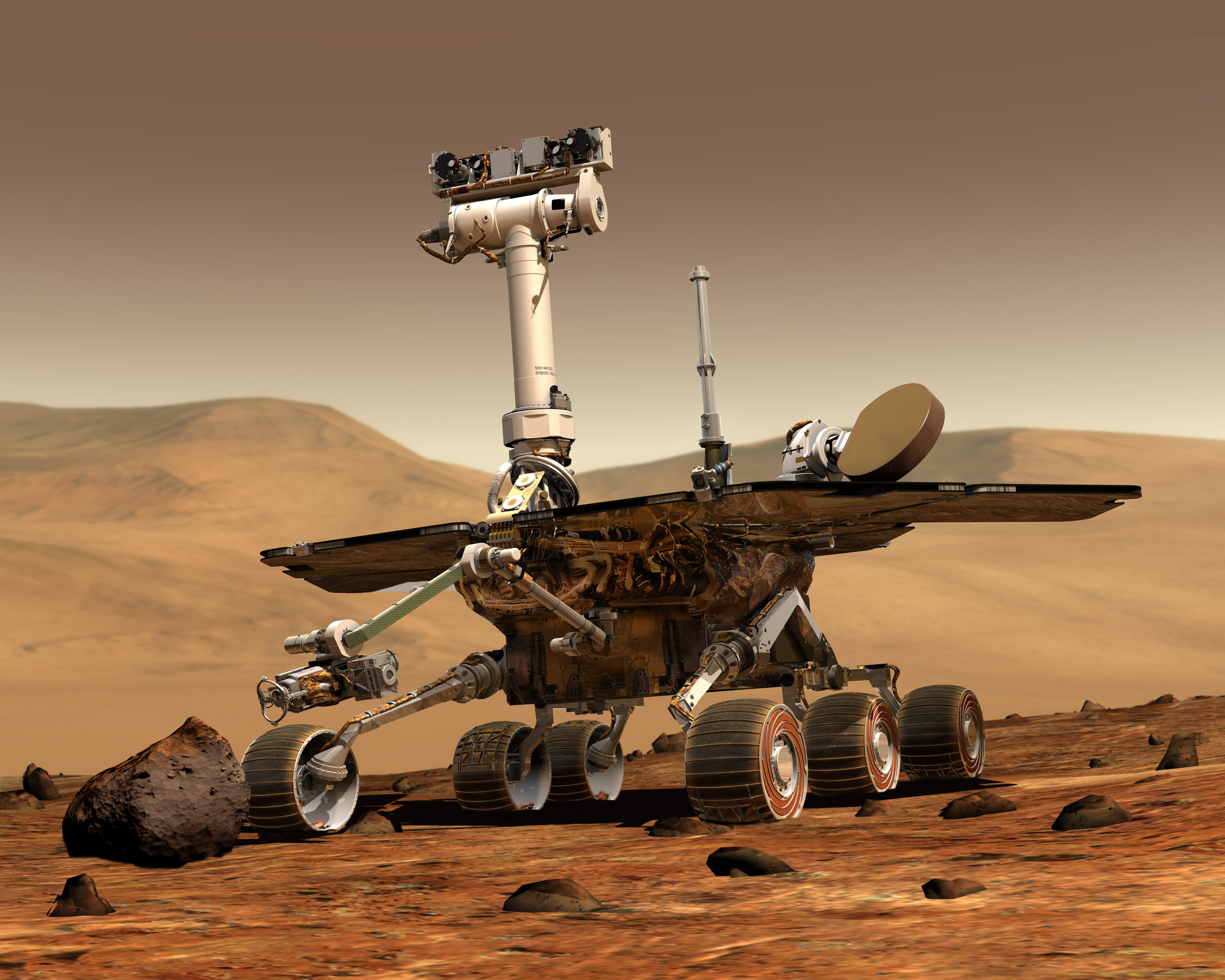
Hình ảnh mô tả Opportunity

- 13 tháng 2: NASA thông báo kết thúc sứ mệnh kéo dài 15 năm trên Sao Hỏa của Opportunity sau khi không thể kết nối lại tín hiệu để tái khởi động.
- 16 tháng 2: Ít nhất 38 nhân viên an ninh đã thiệt mạng trong một vụ đánh bom tự sát gần Pulwama ở Kashmir do Ấn Độ kiểm soát.

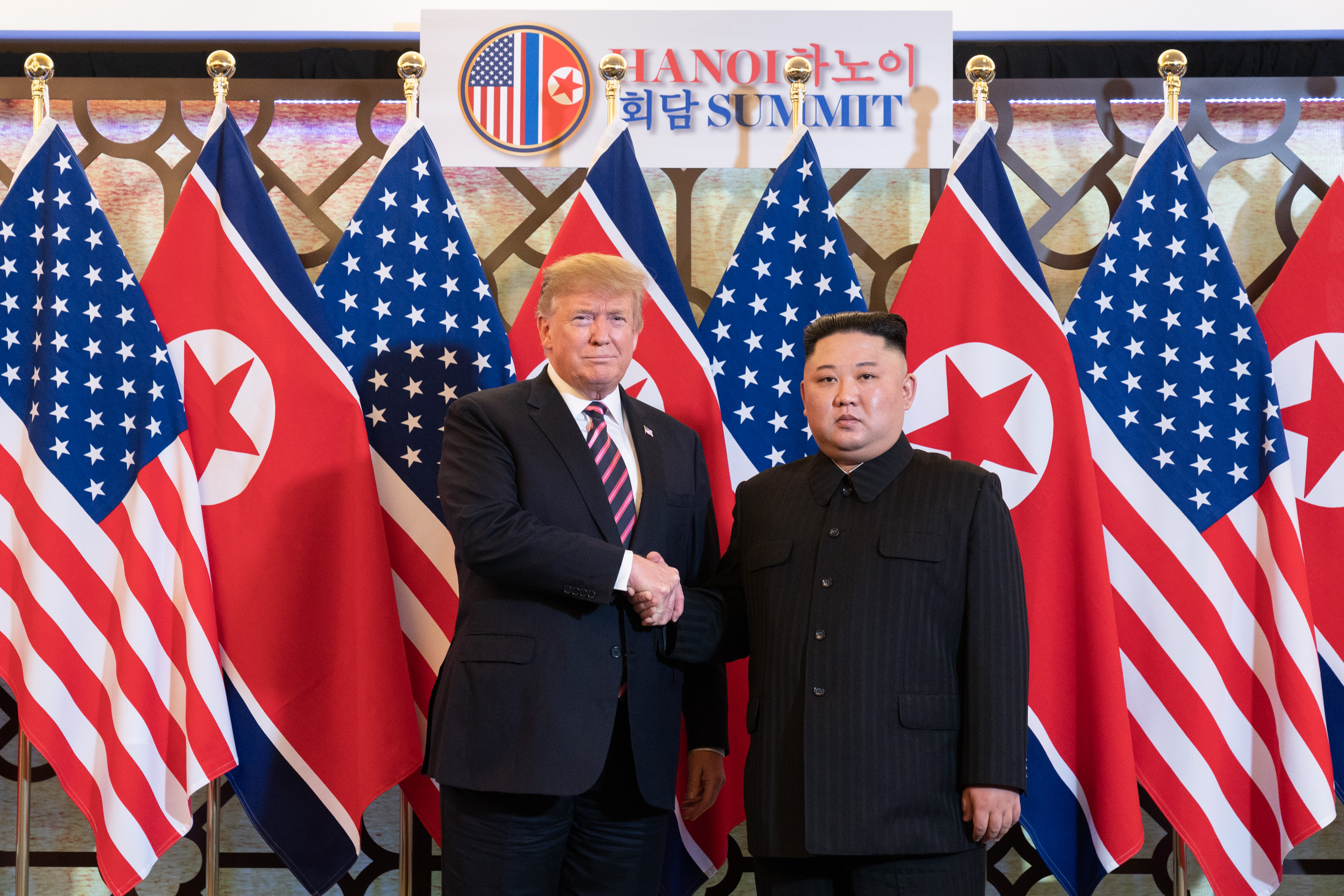
Tổng thống Hoa Kỳ Donald Trump bắt tay Kim Jong-un mở đầu Hội nghị thượng đỉnh Triều Tiên - Hoa Kỳ

- 17 – 26 tháng 2: Giải vô địch bóng đá U-22 Đông Nam Á 2019 tổ chức tại  Campuchia, đội tuyển bóng đá U-22 quốc gia Indonesia lần đầu tiên giành chức vô địch.
- 27 tháng 2: 
  - Hội nghị thượng đỉnh Triều Tiên – Hoa Kỳ lần thứ hai diễn ra tại Hà Nội, Việt Nam mà không đạt được thỏa thuận nào.
  - Hàng loạt vụ tấn công không quân khiến căng thẳng giữa Ấn Độ và Pakistan leo thang.
- 28 tháng 2: Macky Sall tái đắc cử Tổng thống Senegal.

### Tháng 3
- 10 tháng 3: 157 người thiệt mạng sau khi một chiếc máy bay Boeing 737 MAX 8 của hãng hàng không Ethiopian Airlines gặp nạn ở thị trấn Bishoftu, cách thủ đô Addis Ababa của Ethiopia khoảng 60 km về phía nam.
- 15 tháng 3: Vụ xả súng tại hai nhà thờ Hồi giáo ở thành phố Christchurch, New Zealand, khiến 27 người thiệt mạng.
- 16 tháng 3: Ít nhất 90 người thiệt mạng do lũ quét và sạt lở đất ở Jayapura, Indonesia.
- 19 tháng 3:
  - Lũ quét và gió do xoáy thuận Idai gây ra giết chết hơn 300 người ở Mozambique, Malawi, Zimbabwe và Nam Phi.
  - Một tay súng giết chết ba người và làm bị thương năm người khác trong một vụ xả súng ở Utrecht, Hà Lan.
  - Nursultan Nazarbayev từ chức tổng thống Kazakhstan sau 29 năm nắm quyền, Kassym-Jomart Tokayev là tổng thống lâm thời.
- 21 tháng 3: Giải Abel 2019 được trao cho Karen Uhlenbeck. Đây là người phụ nữ đầu tiên được nhận giải.
- 24 tháng 3: 
  - Nhà nước Hồi giáo Iraq và Levant mất toàn bộ lãnh thổ ở Syria sau khi thua trận Baghuz Fawqani trước Lực lượng Dân chủ Syria và liên minh do Mỹ đứng đầu.
  - Một vụ nổ tại một nhà máy hóa chất ở Hưởng Thủy, Giang Tô, Trung Quốc, giết chết ít nhất 64 người và làm bị thương hơn 90 người khác.
- 30 tháng 3: Giờ Trái Đất 2019.

### Tháng 4
- 5 tháng 4: 
  - Zuzana Čaputová được bầu làm tổng thống Slovakia, trở thành nữ tổng thống đầu tiên của đất nước này và là tổng thống trẻ nhất.
  - Ở Iran, lũ lụt lan rộng kể từ cuối tháng 3, giết chết ít nhất 62 người.
- 10 tháng 4: Dự án Kính thiên văn Chân trời sự kiện công bố ảnh chụp đầu tiên về vùng bóng tối quanh lỗ đen siêu khối lượng ở thiên hà M87.
- 11 tháng 4: 
  - Nhà sáng lập Wikileaks Julian Assange bị chính quyền Anh bắt giữ sau khi chính phủ Ecuador rút bỏ đơn tị nạn của ông.
  - Quân đội Sudan thực hiện đảo chính, lật đổ và bắt giữ Tổng thống Omar al-Bashir sau 30 năm cầm quyền.
- 15 tháng 4: Nhà thờ Đức Bà Paris bị thiệt hại nặng nề trong một vụ hỏa hoạn.
- 21 tháng 4:
  - Ít nhất 321 người thiệt mạng cùng hàng trăm người khác bị thương trong loạt vụ nổ bom ngày Lễ Phục sinh tại Sri Lanka.
  - Volodymyr Zelensky đắc cử Tổng thống Ukraina.
- 26 tháng 4:
  - Một trận động đất ở Luzon, Philippines, gây tử vong ít nhất 18 người và 282 người khác bị thương.
  - Lũ lụt và gió từ bão Kenneth đã giết chết ít nhất 45 người, 200 người khác bị thương và gây thiệt hại nghiêm trọng ở Mozambique và quần đảo Comoro.
- 30 tháng 4: Nhật hoàng Akihito thoái vị, truyền ngôi cho Naruhito.

### Tháng 5
- 1 tháng 5: Naruhito lên ngôi thiên hoàng
- 4 tháng 5: Vajiralongkorn đăng quang Quốc vương Thái Lan, lấy vương hiệu Rama X.
- 5 tháng 5:
  - Bão Fani tấn công Ấn Độ và Bangladesh, giết chết ít nhất 51 người.
  - Chuyến bay 1492 của Aeroflot bốc cháy khi hạ cánh tại Sân bay quốc tế Sheremetyevo ở Moskva làm 41 người thiệt mạng và 10 người khác bị thương.
- 10 tháng 5: Tổng thống Hoa Kỳ Donald Trump áp đặt mức thuế mới đối với hàng hóa Trung Quốc, làm căng thẳng thêm chiến tranh thương mại Mỹ-Trung giữa hai quốc gia.
- 12 tháng 5: Đại lễ Vesak Liên Hợp Quốc tổ chức ở Tam Chúc, Hà Nam, Việt Nam khai mạc.
- 17 tháng 5: Đài Loan trở thành nhà nước đầu tiên ở châu Á hợp pháp hóa hôn nhân đồng giới.
- 19 tháng 5: 
  - Liên đảng Tự do-Quốc gia của Thủ tướng Scott Morrison giành chiến thắng tại cuộc bầu cử Quốc hội Úc.
  - Hà Lan đăng quang tại Eurovision Song Contest 2019 với ca khúc Arcade của Duncan Laurence.
- 23 tháng 5 – 15 tháng 6: Giải vô địch bóng đá U-20 thế giới 2019 tổ chức tại Ba Lan, đội tuyển bóng đá U-20 quốc gia Ukraine lần đầu tiên giành chức vô địch
- 25 tháng 5: Ít nhất 30 người thiệt mạng và hàng chục người khác mất tích sau một vụ chìm tàu xảy ra trên hồ ở miền Tây Cộng hòa Dân chủ Congo.
- 28 tháng 5: Phim Parasite của đạo diễn Hàn Quốc Bong Joon-ho đoạt giải Cành cọ vàng tại liên hoan phim Cannes.
- 30 tháng 5: Chelsea F.C. giành chiến thắng 4–1 trước Arsenal F.C. để vô địch UEFA Europa League.

### Tháng 6
- 2 tháng 6: Liverpool giành chiến thắng 2–0 trước Tottenham Hotspur để vô địch UEFA Champions League 2018–19
- 7 tháng 6 – 7 tháng 7: Giải vô địch bóng đá nữ thế giới 2019 tổ chức tại Pháp, đội tuyển bóng đá quốc gia Hoa Kỳ lần thứ 4 giành chức vô địch.
- 11 – 13 tháng 6: E3 2019 tổ chức tại Hoa Kỳ.
- 13 tháng 6: Hai tàu chở dầu bị tấn công ở vịnh Oman trong lúc căng thẳng giữa Hoa Kỳ và Iran gia tăng.
- 14 tháng 6 – 7 tháng 7: Cúp bóng đá Nam Mỹ 2019 tổ chức tại Brasil, đội tuyển bóng đá quốc gia Brasil lần thứ 9 giành chức vô địch.
- 21 tháng 6: Chín người thiệt mạng khi một máy bay hai động cơ chở người nhảy dù rơi ở sân bay Dillingham Airfield trên đảo Oahu, Hawaii.
- 26 tháng 6: Riot Games phát hành trò chơi điện tử đấu trường tự động Đấu Trường Chân Lý, một chế độ chơi của Liên Minh Huyền Thoại.
- 30 tháng 6: Gặp gỡ Triều Tiên - Hàn Quốc - Hoa Kỳ tại DMZ.

### Tháng 7
- 4 tháng 7: Các trò chơi của Supercell chính thức ngừng phát hành tại Việt Nam do một số quy định về pháp lý.[1]
- 18 tháng 7: Ít nhất 35 người chết và hàng chục người bị thương khi xưởng phim hoạt hình Kyōto Animation bị phóng hỏa.
- 21 tháng 7: Avengers 4 vượt Avatar để trở thành phim ăn khách nhất mọi thời đại
- 24 tháng 7: 
  - Thủ tướng Vương quốc Anh Theresa May chính thức từ chức.
  - Ông Boris Johnson nhậm chức thủ tướng Anh.
- 27 tháng 7 – 9 tháng 8: Giải vô địch bóng đá U-15 Đông Nam Á 2019 tổ chức tại Thái Lan, đội tuyển bóng đá U-15 quốc gia Malaysia lần thứ 2 giành chức vô địch.
- 29 tháng 7: 57 người thiệt mạng và 16 người bị chặt đầu trong một vụ bạo loạn xảy ra tại trung tâm cải tạo ở thành phố Altamira thuộc bang Pará, Brasil.

### Tháng 8
- 3 tháng 8: Tổng cộng có 32 người chết và 50 người bị thương trong hai vụ xả súng hàng loạt tại El Paso, Texas và Dayton, Ohio thuộc Hoa Kỳ.
- 6 – 19 tháng 8: Giải vô địch bóng đá U-18 Đông Nam Á 2019 tổ chức tại Việt Nam, đội tuyển bóng đá U-18 quốc gia Úc lần thứ 5 giành chức vô địch.
- 15 – 27 tháng 8: Giải vô địch bóng đá nữ Đông Nam Á 2019 tổ chức tại Thái Lan, đội tuyển bóng đá nữ quốc gia Việt Nam lần thứ 3 giành chức vô địch.
- 17 tháng 8: Ít nhất 63 người thiệt mạng và 182 người bị thương trong vụ đánh bom tại một đám cưới ở Kabul, Afghanistan.
- 23 tháng 8: Chung kết Nam vương Thế giới 2019 tổ chức tại Philipines, Jack Heslewood giành chiến thắng trong cuộc thi này.
- 26 tháng 8: Thủ tướng Malaysia Mahathir Mohamad thăm Việt Nam.[2]

### Tháng 9
- 2 tháng 9: Một vụ cháy trên một chiếc tàu chở hàng gần đảo Santa Cruz ở California khiến ít nhất 25 người chết và 9 người khác mất tích.
- 13 tháng 9: Một vụ đánh bom xe hơi xảy ra tại Afrin, làm ít nhất 1 người thiệt mạng và 24 người bị thương.
- 14 tháng 9: Chương trình Cơ hội cho ai - Whose Chance phiên bản Việt Nam ra mắt khán giả truyền hình.
- 15 – 28 tháng 9: Giải vô địch bóng đá nữ U-16 châu Á 2019 tổ chức tại Thái Lan, đội tuyển bóng đá U-16 nữ quốc gia Nhật Bản lần thứ 4 giành chức vô địch.
- 20 tháng 9 – 2 tháng 11: Giải vô địch bóng bầu dục thế giới 2019 tổ chức tại Nhật Bản.
- 24 tháng 9: 
  - Một trận động đất ở Kashmir giết chết 38 người và làm hơn 700 người khác bị thương
  - Tổng thống Hoa Kỳ Donald Trump chính thức bị Hạ viện nước này luận tôi.
- 26 tháng 9: Ít nhất 30 người thiệt mạng sau trận động đất xảy ra tại Maluku, Indonesia.

### Tháng 10
- 2 tháng 10 – 10 tháng 11: Giải vô địch thế giới Liên Minh Huyền Thoại 2019 tổ chức tại châu Âu, đội FunPlus Phoenix giành chức vô địch trong giải đấu này.
- 9 tháng 10: Ít nhất 2 người chết khi một vụ xả súng xảy ra tại giáo đường của người Do Thái ở thành phố Halle, phía đông nước Đức.
- 23 tháng 10: 39 xác chết được phát hiện trong thùng lạnh của một chiếc xe tải ở Grays, Essex, Anh
- 25 tháng 10: Chung kết Hoa hậu Hòa bình Quốc tế 2019 tổ chức tại Venezuela,  Valentina Figuera giành chiến thắng trong cuộc thi này.
- 26 tháng 10 – 17 tháng 11: Giải vô địch bóng đá U-17 thế giới 2019 tổ chức tại Brasil, đội tuyển bóng đá U-17 quốc gia Brasil lần thứ 4 giành chức vô địch.
- 26 tháng 10: Chung kết Hoa hậu Trái Đất 2019 tổ chức tại Philippines, Nellys Pimentel giành chiến thắng trong cuộc thi này.
- 27 tháng 10 – 9 tháng 11: Giải vô địch bóng đá nữ U-19 châu Á 2019 tổ chức tại Thái Lan, đội tuyển bóng đá nữ U-19 quốc gia Nhật Bản lần thứ 6 giành chức vô địch.
- 30 tháng 10: Ít nhất 4 người chết và nhiều người khác bị thương trong một vụ xả súng giữa một bữa tiệc Halloween ở Orinda, bang California, Mỹ.
- 31 tháng 10: 70 người thiệt mạng và hàng chục người bị thương khi bình gas phát nổ trên tàu chở khách ở tỉnh Punjab, Pakistan.

### Tháng 11
- 5 tháng 11: Cuộc bầu cử Hoa Kỳ năm 2019.
- 11 tháng 11:
  - Cựu Thủ tướng Malaysia Najib Razak đã bị Tòa án Cấp cao ra lệnh phải tham gia bào chữa mình trước tất cả bảy cáo buộc về lạm dụng vị trí để nhận lợi ích, vi phạm tương tác tín nhiệm và rửa tiền liên quan đến 42 triệu RM từ quỹ của SRC International Sdn Bhd.[3] (Xem thêm: Vụ bê bối Malaysia Development Berhad)
  - Sự đi qua của sao Thủy xảy ra.
- 12 tháng 11:
  - Chung kết Hoa hậu Quốc tế 2019 tổ chức tại Nhật Bản, Sireethorn Leearamwat giành chiến thắng trong cuộc thi này.
  - Disney+, dịch vụ video theo yêu cầu chính thức ra mắt.
- 21 tháng 11 – 1 tháng 12: Giải vô địch bóng đá bãi biển thế giới 2019 tổ chức tại Paraguay, đội tuyển bóng đá bãi biển quốc gia Bồ Đào Nha lần thứ 2 giành chức vô địch.
- 22 tháng 11: Đại sứ quán Iran tại London đã kiện các kênh truyền hình tiếng Ba Tư như BBC Persian, Iran International và Manoto vì đưa thông tin sai lệch về các cuộc biểu tình gần đây tại Iran.
- 23 tháng 11: Những ca nhiễm COVID-19 được ghi nhận tại Vũ Hán, Trung Quốc
- 30 tháng 11 – 11 tháng 12 : Đại hội Thể thao Đông Nam Á 2019 tổ chức tại Philippines.

### Tháng 12
- 6 tháng 12: Chung kết Hoa hậu Siêu quốc gia 2019 tổ chức tại Ba Lan, Anntonia Porsild giành chiến thắng trong cuộc thi này.
- 7 tháng 12: Chung kết Nam vương Siêu quốc gia 2019 tổ chức tại Ba Lan, Nate Crnkovich giành chiến thắng trong cuộc thi này.
- 11 – 21 tháng 12: Giải vô địch bóng đá thế giới các câu lạc bộ 2019 tổ chức tại Qatar, câu lạc bộ bóng đá Liverpool giành chức vô địch trong giải đấu này.
- 14 tháng 12: Chung kết Hoa hậu Thế giới 2019 tổ chức tại Vương quốc Anh, Toni-Ann Singh giành chiến thắng trong cuộc thi này.
- 19 tháng 12: 
  - Tổng thống Hoa Kỳ Donald Trump trở thành tổng thống thứ 3 của nước này bị luận tội.
  - Netease phát hành trò chơi điện tử MOBA Marvel Super War (đóng cửa năm 2024).
- 26 tháng 12: Nhật thực hình khuyên xảy ra rõ nhất từ Nam Á.
- 28 tháng 12: Tòa án nhân dân thành phố Hà Nội, Việt Nam xét xử sơ thẩm vụ án MobiFone mua AVG và tuyên án phạt 14 tội phạm.

### Không rõ ngày, tháng
- Liên minh các quốc gia Nam Mỹ (UNASUR) dự kiến sẽ hoàn thành quá trình loại bỏ thuế quan đối với các sản phẩm, do đó thiết lập một thị trường duy nhất trên hầu hết Nam Mỹ.
- Kính viễn vọng không gian CHEOPS, có nhiệm vụ nghiên cứu sự hình thành các hành tinh ngoài hệ mặt trời, dự kiến sẽ ra mắt vào đầu năm nay.
- SpaceX hy vọng sẽ thực hiện các thử nghiệm nguyên mẫu Starship của họ.

## Sinh
- 6 tháng 5: Archie Mountbatten-Windsor
- 7 tháng 6: Trúc Nhi và Diệu Nhi

## Mất

### Tháng 1

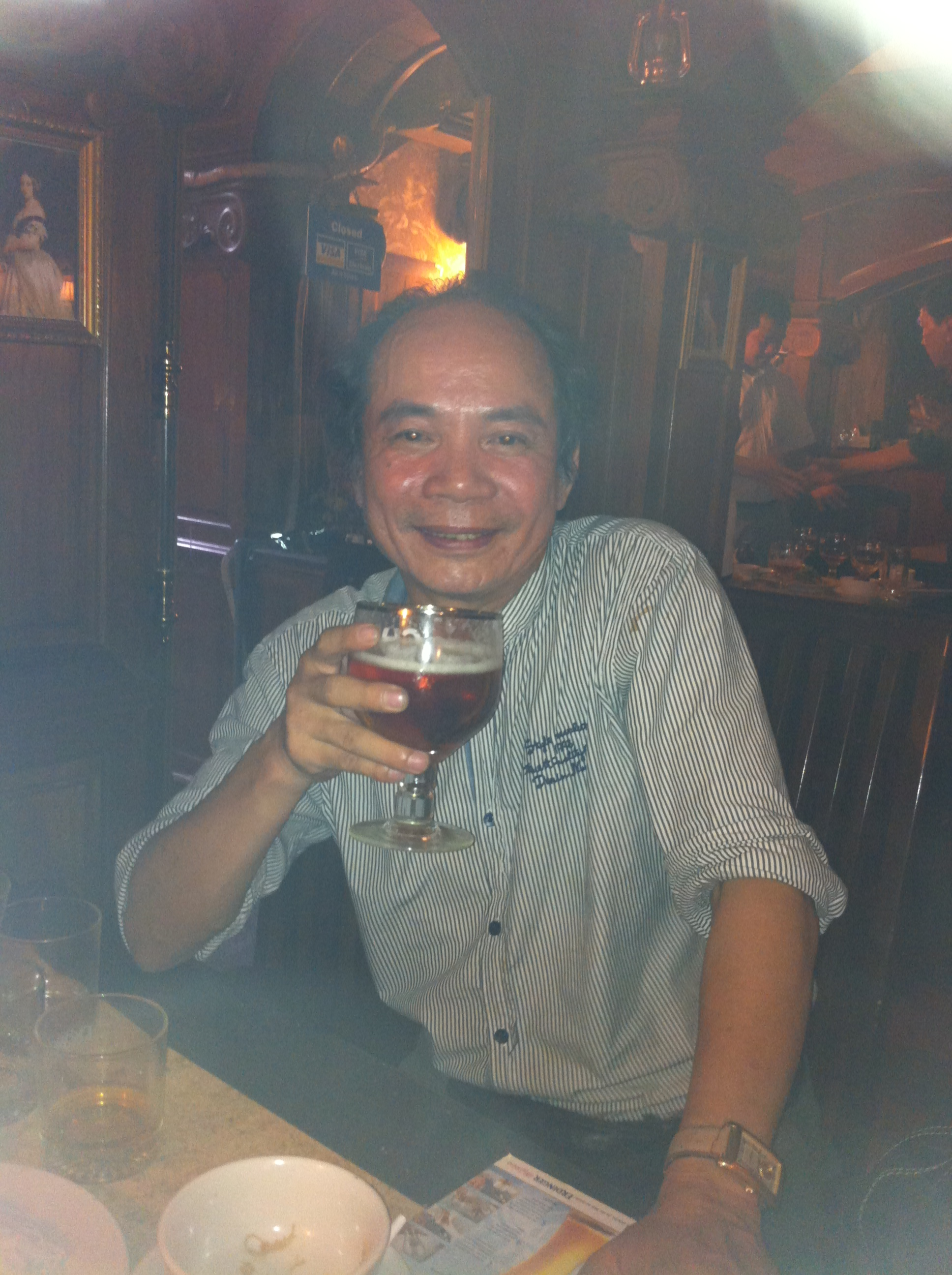
Nguyễn Trọng Tạo

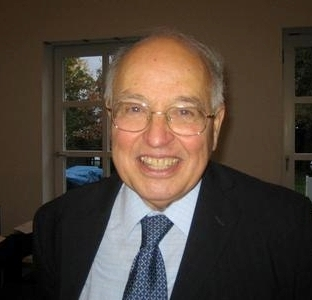
Michael Atiyah

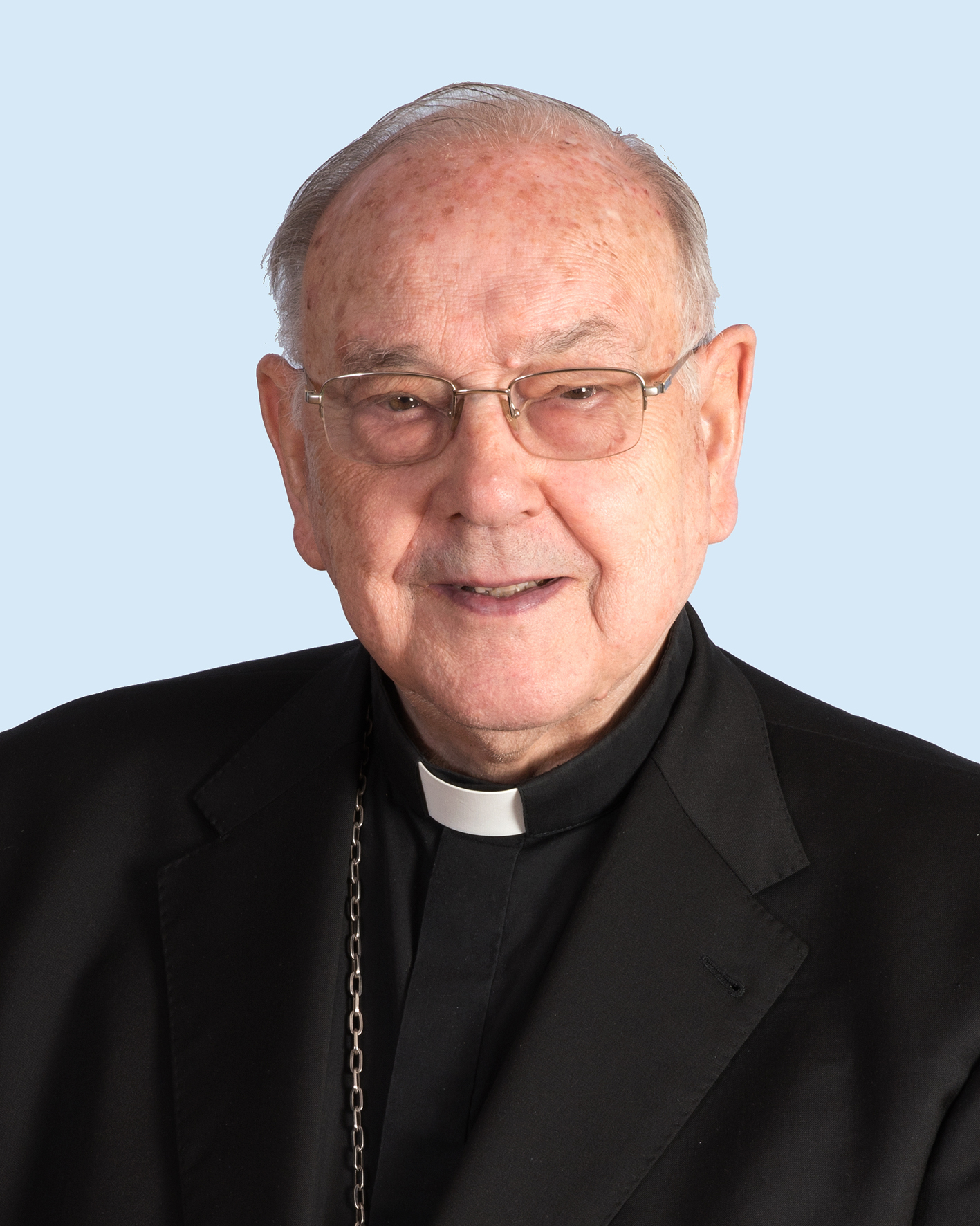
Fernando Sebastián Aguilar

- 1 tháng 1: Raymond Ramazani Baya, chính khách người Cộng hòa Dân chủ Congo (s. 1943)
- 2 tháng 1: Bob Einstein, diễn viên người Mỹ (s. 1942)
- 3 tháng 1: Micae Dương Minh Chương, giám mục chính tòa Giáo phận Hồng Kông (s. 1945)
- 6 tháng 1: José Ramón Fernández, Phó Chủ tịch Hội đồng Bộ trưởng Cuba (s. 1923)
- 7 tháng 1
  - Nguyễn Trọng Tạo, nhà thơ, nhạc sĩ người Việt Nam(s. 1947)
  - Mạnh Tràng, diễn viên hài & ông bầu sân khấu kịch Sài Gòn người Việt Nam (s. 1966)
  - Jin Hyoung, ca sĩ Hàn Quốc (s. 1985)
- 11 tháng 1: Michael Atiyah, nhà toán học người Anh (s. 1929)
- 19 tháng 1: Boo (chó), chó phốc sóc, hiện tượng mạng xã hội Mỹ (s. 2006)
- 21 tháng 1: Emiliano Sala, cầu thủ bóng đá người Argentina (s. 1990)
- 24 tháng 1: Fernando Sebastián Aguilar, hồng y của Giáo hội Công giáo Rôma, người Tây Ban Nha (s. 1929)
- 29 tháng 1: 
  - Kim Anh, người mẫu Việt Nam (s. 1993)
  - James Ingram, ca sĩ người Mỹ, do ung thư não[4] (s. 1952)

### Tháng 2

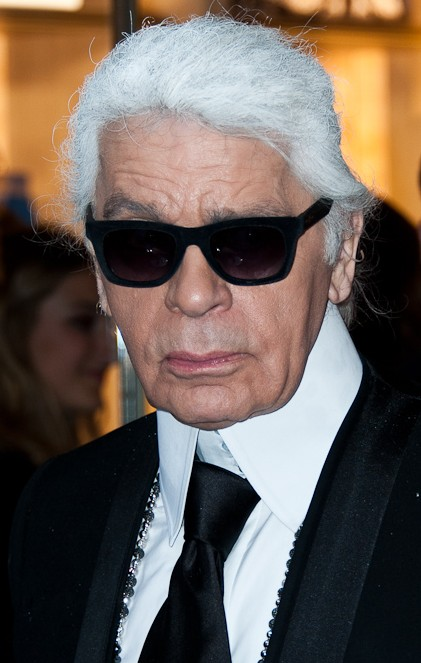
Karl Lagerfeld

- 7 tháng 2: Jan Olszewski, Thủ tướng thứ ba của Ba Lan (s. 1930)
- 8 tháng 2: Nguyễn Phúc Thanh, là một chính khách và tướng lĩnh Quân đội nhân dân Việt Nam (s. 1944)
- 10 tháng 2: Nicolas Mollenedo Mondejar, giám mục Công giáo Rôma người Philippines (s. 1924)
- 12 tháng 2: Gordon Banks, cầu thủ bóng đá chuyên nghiệp, thành viên của đội tuyển Anh vô địch World Cup 1966 (s. 1937)
- 15 tháng 2: Bruno Ganz, Diễn viên người Thụy Sĩ (s. 1941)
- 19 tháng 2: Karl Lagerfeld, nhà thiết kế thời trang người Đức (s. 1933)

### Tháng 3
- 1 tháng 3:

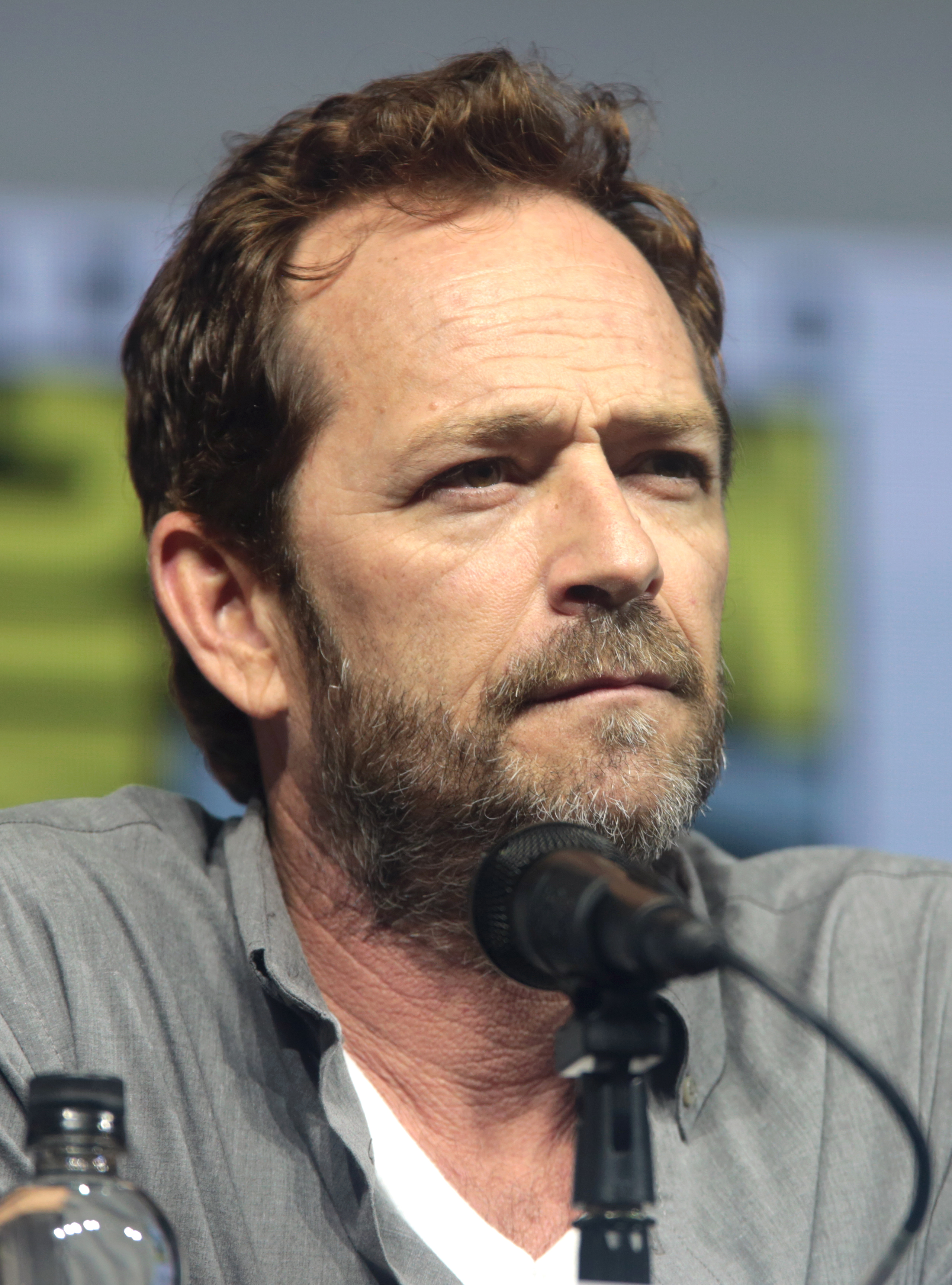
Luke Perry

  - Zhores Alferov, nhà vật lý người Nga và Liên Xô (s. 1930)
  - Kevin Roche, kiến trúc sư người Mỹ gốc Ireland (s. 1922)
- 4 tháng 3: Luke Perry, diễn viên người Mỹ (s. 1966)
- 7 tháng 3: Sidney Sheinberg, luật sư, nhà làm phim người Mỹ (s. 1935)
- 14 tháng 3: Godfried Danneels, hồng y người Bỉ (s. 1933)
- 16 tháng 3:
  - Dick Dale, nghệ sĩ guitar và người tiên phong trong dòng nhạc lướt sóng người Mỹ (s. 1937)
  - Yulia Nachalova, ca sĩ người Nga (s. 1981)
  - 17 tháng 3 - Manohar Parrikar, chính trị gia Ấn Độ (s. 1955)
- 19 tháng 3 - Marlen Khutsiev, nhà làm phim Liên Xô và Nga sinh ra ở Gruzia (s. 1925)
- 22 tháng 3 - Scott Walker, ca sĩ kiêm nhạc sĩ người Anh gốc Mỹ (s. 1943)
  - 23 tháng 3
  - Lina Cheryazova, vận động viên trượt tuyết tự do người Uzbekistan (s. 1968)
  - Larry Cohen, đạo diễn và nhà biên kịch người Mỹ (s. 1936)
  - 27 tháng 3 - Valery Bykovsky, nhà du hành vũ trụ Liên Xô và Nga (s. 1934)
  - 29 tháng 3 - Agnès Varda, nhà làm phim người Pháp gốc Bỉ (s. 1928)
  - 30 tháng 3 - Tania Mallet, diễn viên người Anh (s. 1985)
- 31 tháng 3: Nipsey Hussle, rapper người Mỹ, bị bắn chết tại Los Angeles[5] (s. 1985)

### Tháng 4

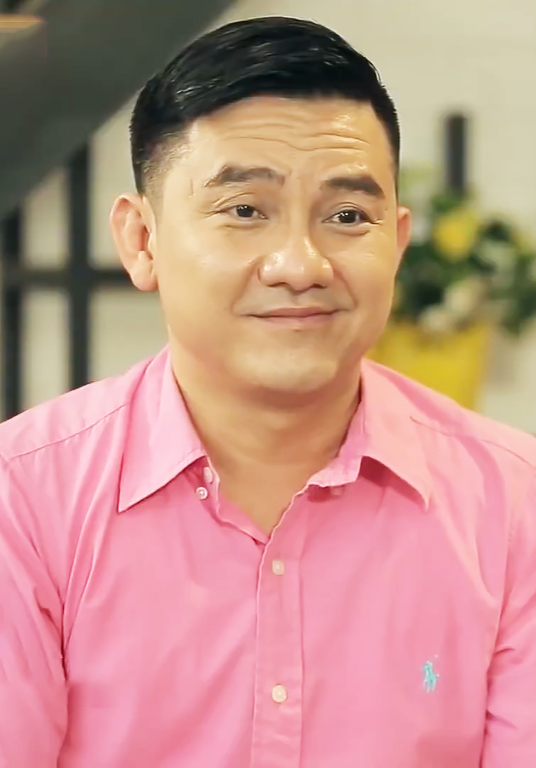
Anh Vũ

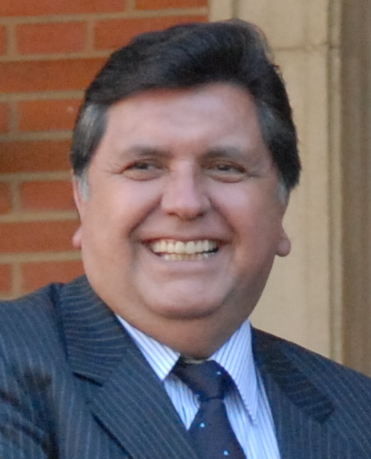
Alan García

Lê Đức Anh

- 1 tháng 4: Anh Vũ, nghệ sĩ hài, diễn viên điện ảnh người Việt Nam (s. 1972)
- 3 tháng 4: Kim Loan The Voice, ca sĩ người Việt Nam (s. 1975)
- 4 tháng 4: Đồng Sĩ Nguyên, tướng lĩnh và chính trị gia người Việt Nam (s. 1923)
- 17 tháng 4: Alan García, tổng thống của Peru (s. 1949)
- 22 tháng 4: Lê Đức Anh, Nguyên Ủy viên Bộ Chính trị, Nguyên Chủ tịch nước Cộng hòa xã hội chủ nghĩa Việt Nam, Nguyên Cố vấn Ban chấp hành Trung ương Đảng cộng sản Việt Nam (s. 1920)
- 23 tháng 4: Jean, Đại Công tước của Luxembourg (s. 1921)
- 24 tháng 4: Như Hương, người mẫu Việt Nam (s. 1982)
- 29 tháng 4: Josef Šural, Cầu thủ bóng đá người Séc (s. 1990)

### Tháng 5

Lê Bình

Giang Châu

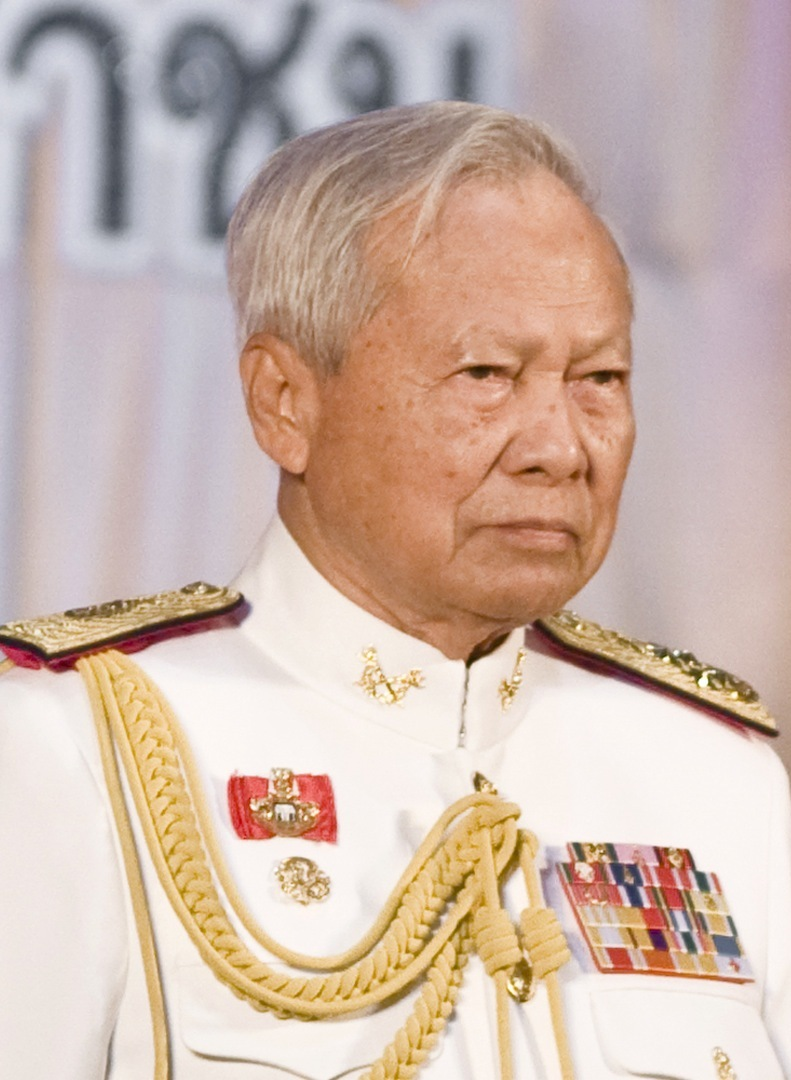
Prem Tinsulanonda

- 1 tháng 5: Lê Bình, diễn viên người Việt Nam (s. 1953)
- 3 tháng 5: Frits Soetekouw, cầu thủ bóng đá người Hà Lan (s. 1938)
- 6 Tháng 5: Han Ji Seong, diễn viên Hàn Quốc (s. 1990)
- 5 tháng 5: Nguyễn Lâm Bằng, nghệ sĩ xiếc người Việt Nam (s. 1936)
- 7 tháng 5: Giang Châu, nghệ sĩ ưu tú, nghệ sĩ cải lương Việt Nam, được nổi tiếng với vai diễn "Trùm Sò" (s. 1952)
- 8 tháng 5: Bob Zeman, cầu thủ bóng đá và huấn luyện viên người Mỹ (s.1937)
- 12 tháng 5: Nasrallah Pierre Sfeir, hồng y, thượng phụ Công giáo Maronite, trực thuộc Công giáo Rôma, người Liban (s. 1920)
- 13 tháng 5: Doris Day, ca sĩ, diễn viên người Mỹ (s. 1922)
- 16 tháng 5: Bob Hawke, thủ tướng thứ 23 của Úc (s. 1929)
- 19 tháng 5: Vương Bảo Tuấn, ca sĩ người Việt Nam (s. 1976)
- 26 tháng 5: Prem Tinsulanonda, thủ tướng thứ 16 của Thái Lan (s. 1920)

### Tháng 6

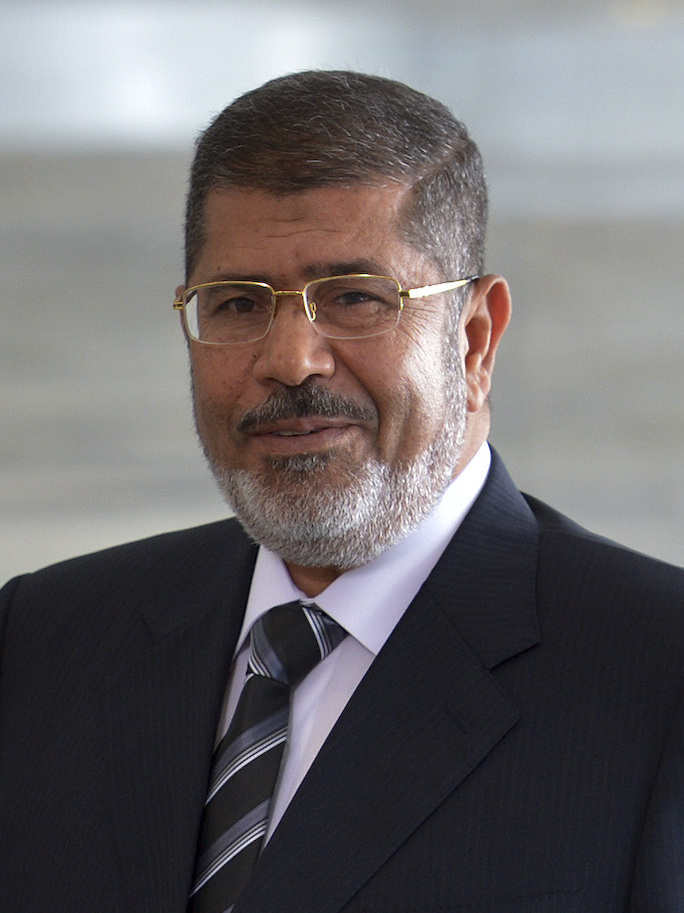
Mohamed Morsi

- 1 tháng 6: José Antonio Reyes, cầu thủ bóng đá người Tây Ban Nha (s. 1983)
- 5 tháng 6: Elio Sgreccia, hồng y của Giáo hội Công giáo Rôma, người Ý (s. 1928)
- 8 tháng 6: Stêphanô Lý Tư Đức, giám mục của Giáo hội Công giáo Rôma, người Trung Quốc (s. 1927)
- 15 tháng 6: Franco Zeffirelli, đạo diễn và nhà sản xuất nhạc kịch, phim và truyền hình người Ý (s. 1923)
- 17 tháng 6: Mohamed Morsi, tổng thống thứ 5 của Ai Cập (s. 1951)
- 18 tháng 6: Hoài Dung, nghệ sĩ cải lương người Việt Nam (s. 1937)
- 19 tháng 6: Etika, tên thật là Desmond Daniel Amofah, youtuber nổi tiếng người Mỹ (s. 1990)
- 22 tháng 6: Ambachew Mekonnen, Thống đốc bang Amhara, Ethiopia (s. 1971)
- 27 tháng 6: Hella Sketchy, rapper người Mỹ (s. 2001)[6]
- 29 tháng 6: Jeon Mi Seon, diễn viên người Hàn Quốc (s. 1970)

### Tháng 7

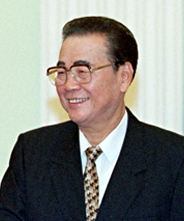
Lý Bằng

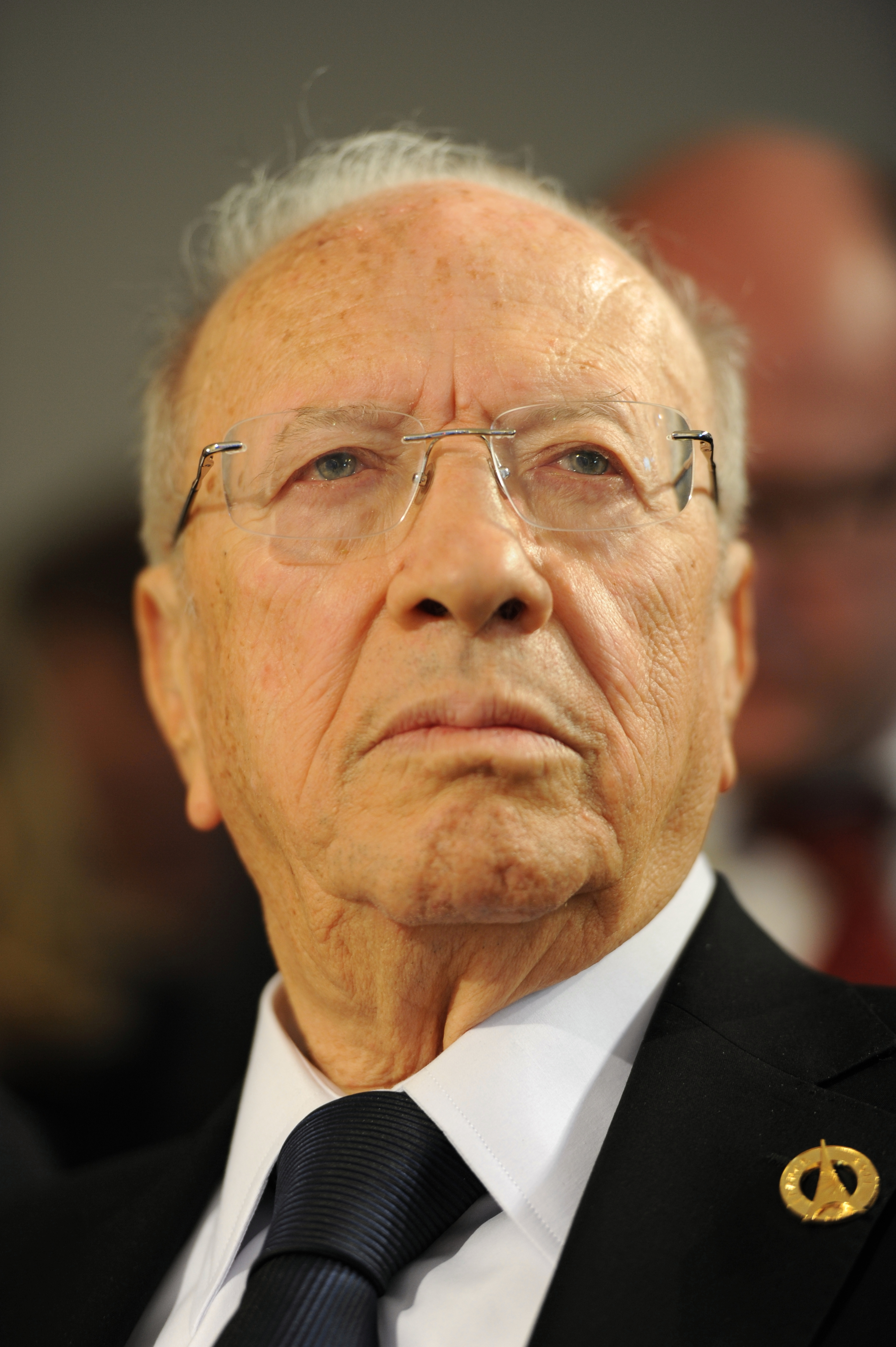
Beji Caid Essebsi

- 6 tháng 7: Cameron Boyce, diễn viên người Mỹ (s. 1999)
- 13 tháng 7: Paolo Sardi, hồng y của Giáo hội Công giáo Rôma, Ý (s. 1934)
- 14 tháng 7: Hoàng Tụy, giáo sư, nhà toán học người Việt Nam (s. 1927)
- 17 tháng 7: Hữu Trị, vũ công & biên đạo múa người Việt Nam (s. 1964)
- 21 tháng 7: José Manuel Estepa Llaurens, hồng y của Giáo hội Công giáo Rôma, Tây Ban Nha (s. 1926)
- 22 tháng 7: Lý Bằng, thủ tướng thứ 4 của Trung Quốc (s. 1928)
- 25 tháng 7: Beji Caid Essebsi, tổng thống thứ 5 của Tunisia (s. 1926)
- 26 tháng 7: Jaime Lucas Ortega y Alamino, hồng y của Giáo hội Công giáo Rôma, Cuba (s.1936)

### Tháng 8
- 1 tháng 8: Jesus Balaso Tuquib, giám mục Công giáo người Philippines (s. 1930)
- 4 tháng 8: Nuon Chea, thủ lĩnh số hai của Khmer Đỏ (s. 1926)
- 5 tháng 8: Toni Morrison, tiểu thuyết gia người Mỹ (s. 1931)
- 11 tháng 8: Sergio Obeso Rivera, hồng y của Giáo hội Công giáo Rôma, người México (s. 1931)
- 29 tháng 8: Achille Silvestrini, hồng y của Giáo hội Công giáo Rôma, người Ý (s. 1923)

### Tháng 9

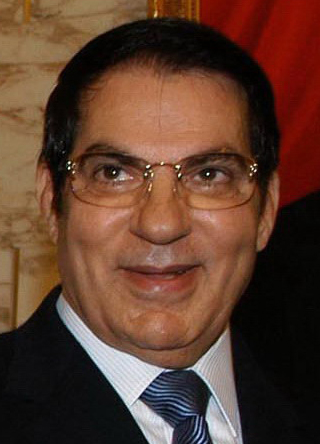
Zine El Abidine Ben Ali

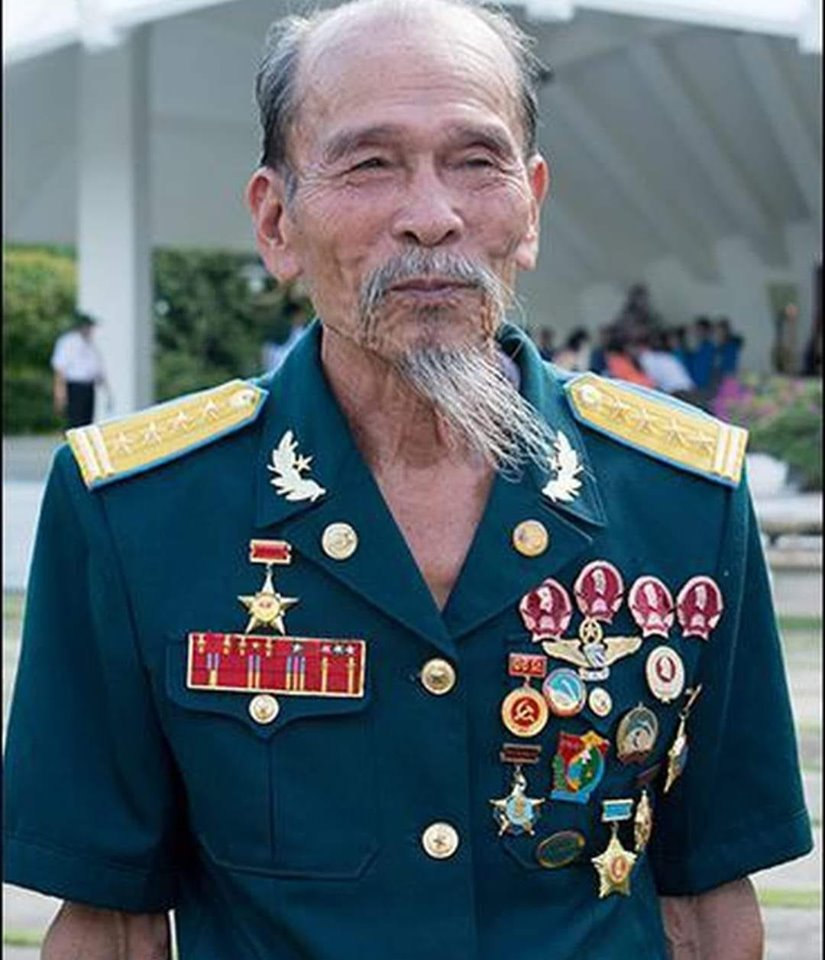
Nguyễn Văn Bảy

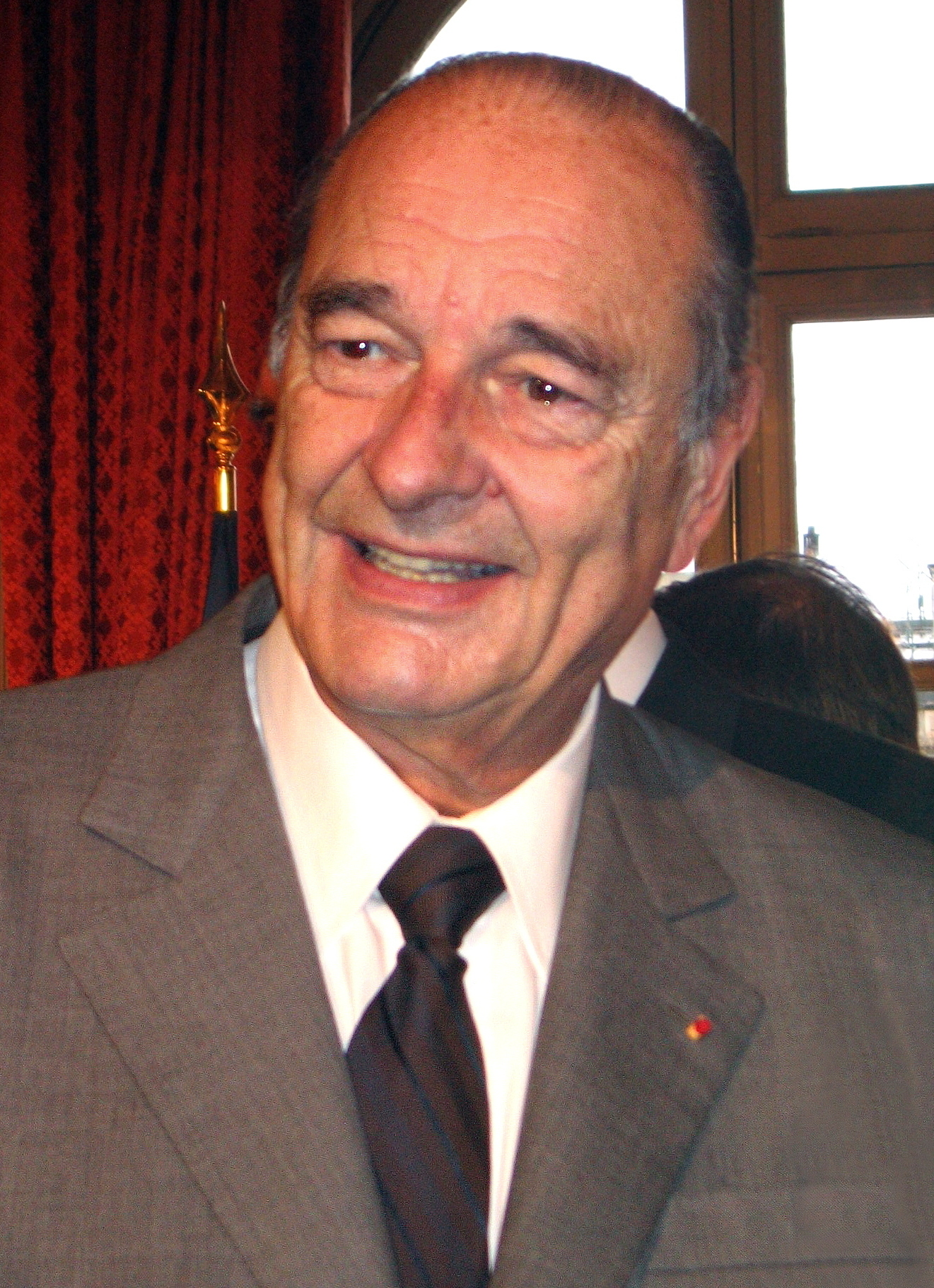
Jacques Chirac

- 3 tháng 9: José de Jesús Pimiento Rodríguez, hồng y của Giáo hội Công giáo Rôma, người Colombia (s. 1919)
- 4 tháng 9: 
  - Roger Etchegaray, hồng y của Giáo hội Công giáo Rôma, người Pháp (s. 1922)
  - Hoàng Long, nghệ sĩ cải lương người Việt Nam (s. 1944)
- 6 tháng 9: Robert Mugabe, cựu tổng thống người Zimbabwe (s. 1924)
- 18 tháng 9: Zine El Abidine Ben Ali, cựu tổng thống người Tunisia (s. 1936)
- 22 tháng 9: Nguyễn Văn Bảy, đại tá, Anh hùng Lực lượng vũ trang nhân dân người Việt Nam (s. 1936)
- 26 tháng 9
  - Jacques Chirac, cựu tổng thống Pháp (s. 1932)
  - William Joseph Levada, hồng y của Giáo hội Công giáo Rôma, người Mỹ (s. 1936)
- 29 tháng 9: 
  - Nguyễn Hữu Hạnh, Chuẩn tướng, Phụ tá Tổng Tham mưu trưởng Quân lực Việt Nam Cộng hòa (s. 1926)
  - Thế Anh, nghệ sĩ nhân dân người Việt Nam (s.1938)

### Tháng 10
- 6 tháng 10

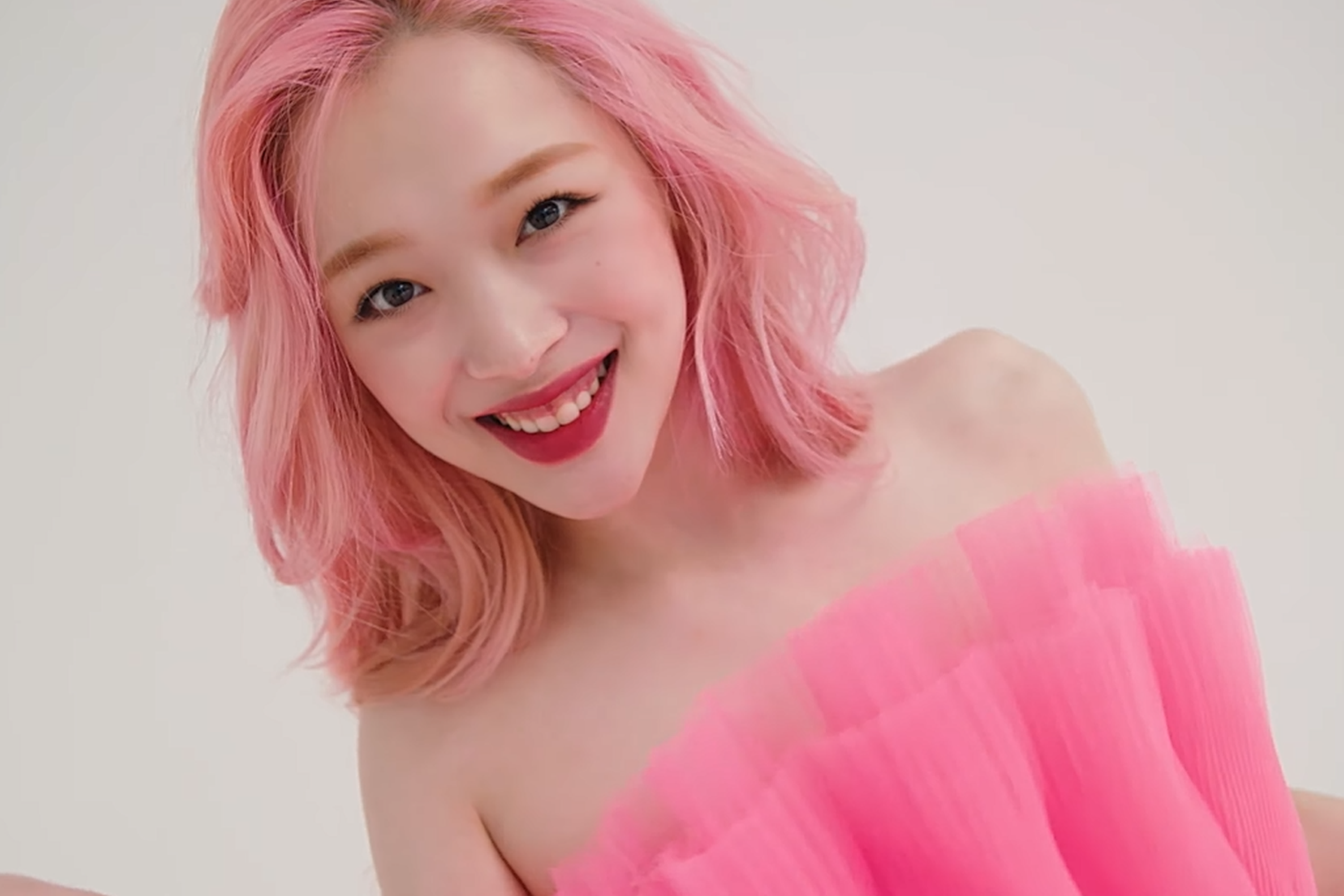
Sulli

  - Ginger Baker, tay trống người Anh (s. 1939)
  - Martin Lauer, vận động viên người Đức (s. 1937)
  - Rip Taylor, diễn viên và diễn viên hài người Mỹ (s. 1935)
- 9 tháng 10 - Andrés Gimeno, vận động viên quần vợt Tây Ban Nha (s. 1937)
- 10 tháng 10 - Marie-José Nat, nữ diễn viên người Pháp (s. 1940)
- 11 tháng 10
  - Robert Forster, diễn viên người Mỹ (s. 1941)
  - Alexei Leonov, nhà du hành vũ trụ Liên Xô (s. 1934)
- 12 tháng 10
  - Sara Danius, nhà văn và học giả Thụy Điển (s. 1962)
  - Hevrin Khalaf, chính trị gia và nhà hoạt động người Syria (s. 1984)
  - Yoshihisa Yoshikawa, vận động viên bắn súng thể thao Nhật Bản (s. 1936)
- 13 tháng 10 - Charles Jencks, kiến trúc sư, nhà lý luận văn hóa và nhà từ thiện người Mỹ (b. 1939)
- 14 tháng 10: Choi Jin-ri (Sulli), ca sĩ, diễn viên người Hàn Quốc (s.1994)
- 15 tháng 10 - Tamara Buciuceanu, nữ diễn viên người Romania (s. 1929)
- 16 tháng 10 - John Tate, nhà toán học người Mỹ (s. 1925)
- 17 tháng 10: 
  - Lê Hải An, Thứ trưởng Bộ Giáo dục và Đào tạo Việt Nam (s. 1971)
  - Alicia Alonso, diễn viên ballet người Cuba prima assoluta (b. 1920)
  - Elijah Cummings, chính trị gia người Mỹ và người ủng hộ dân quyền (s. 1951)
  - Bill Macy, diễn viên người Mỹ (s. 1922)
  - Göran Malmqvist, nhà ngôn ngữ học và sử học văn học Thụy Điển (s. 1924)
- 18 tháng 10 - Rui Jordão, cầu thủ bóng đá người Bồ Đào Nha gốc Angola (b. 1952)
- 21 tháng 10 - Lho Shin-yong, 16 Thủ tướng Hàn Quốc (s. 1930)
- 22 tháng 10
  - Sadako Ogata, học giả, nhà ngoại giao, tác giả, nhà quản trị và giáo sư người Nhật Bản (s. 1927)
  - Marieke Vervoort, tay đua xe lăn người Bỉ (s. 1979)
- 26 tháng 10
  - Enriqueta Basilio, vận động viên điền kinh Mexico (s. 1948)
  - Robert Evans, nhà sản xuất phim và điều hành hãng phim người Mỹ (s. 1930)
- 27 tháng 10
  - Abu Bakr al-Baghdadi, thủ lĩnh của ISIL (s. 1971)
  - Vladimir Bukovsky, nhà hoạt động nhân quyền người Anh gốc Nga và nhà bất đồng chính kiến (s. 1942)
  - John Conyers, chính trị gia người Mỹ và nhà hoạt động dân quyền (s. 1929)
- 28 tháng 10 - Kay Hagan, luật sư, nhà điều hành ngân hàng và chính trị gia người Mỹ (s. 1953)

### Tháng 11
- 20 tháng 11: 

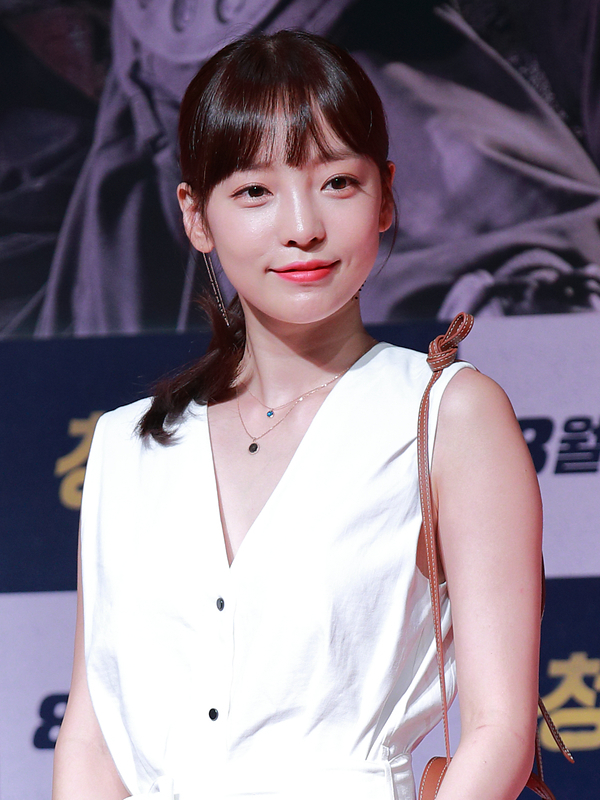
Goo Ha-ra

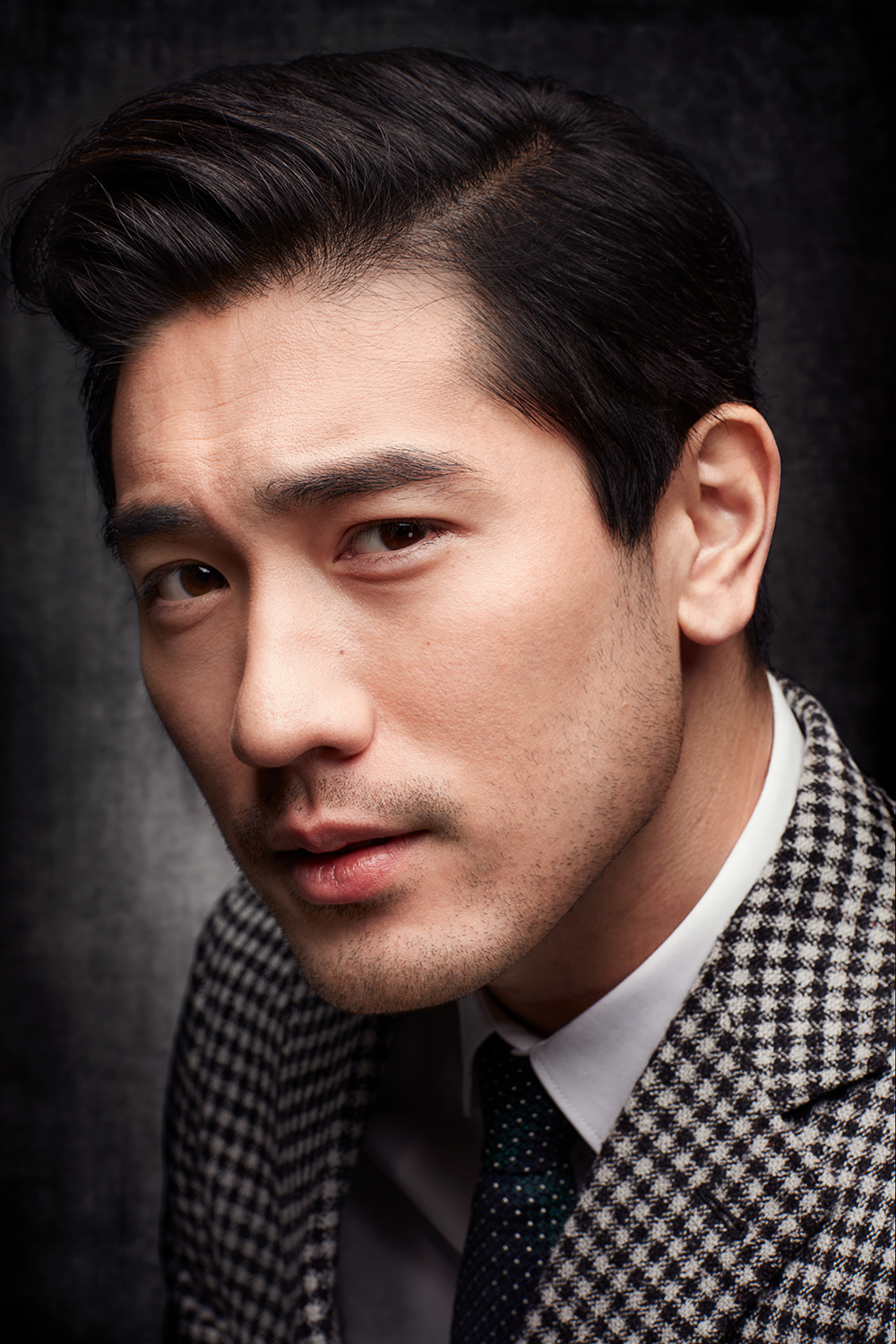
Cao Dĩ Tường

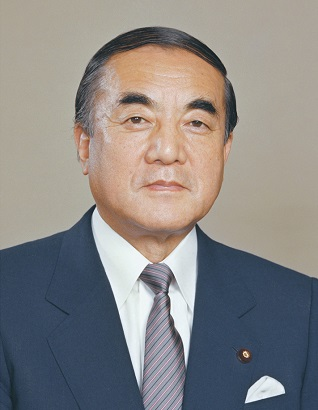
Nakasone Yasuhiro

  - Anrê Cận Đạo Viễn, giám mục chưa được chuẩn nhận người Trung Quốc (s. 1929)
  - Mary L. Good, nhà hóa học người Mỹ (s. 1931)
- 24 tháng 11: Goo Ha-ra, ca sĩ, diễn viên, người mẫu Hàn Quốc (s. 1991)
- 27 tháng 11: 
  - Hà Văn Tấn, nhà sử học Việt Nam (s. 1937)
  - Cao Dĩ Tường, diễn viên người Đài Loan (s. 1984)
- 29 tháng 11: Nakasone Yasuhiro, cựu thủ tướng Nhật Bản nhiệm kỳ 1982-1987 (s. 1918)

### Tháng 12

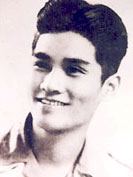
Nguyễn Văn Tý

- 3 tháng 12: Cha In-ha, diễn viên người Hàn Quốc (s.1992)
- 8 tháng 12: Hirokazu Kanazawa, võ sư người Nhật Bản (s. 1931)
- 9 tháng 12: Marie Fredriksson, ca sì, nhạc sĩ người Thụy Điển (s. 1958)
- 14 tháng 12: Nguyễn Bá Tòng, Thiếu tướng Việt Nam (s. 1946)
- 15 tháng 12 - Chuck Peddle, kỹ sư người Mỹ (s. 1937)
- 17 tháng 12 - Karin Balzer, vận động viên người Đức (s. 1938)
- 18 tháng 12 - Claudine Auger, nữ diễn viên người Pháp (s. 1941)
- 20 tháng 12
  - Roland Matthes, vận động viên bơi lội người Đức (s. 1950)
  - Marko Orlando, thứ 10 Tổng thống Montenegro (s. 1930)
- 21 tháng 12 - Martin Peters, cầu thủ và quản lý bóng đá người Anh (s. 1943)
- 22 tháng 12
  - Tony Britton, diễn viên người Anh (s. 1924)
  - Ram Dass, giáo viên tâm linh, nhà tâm lý học và tác giả người Mỹ (s. 1931)
  - Emanuel Ungaro, nhà thiết kế thời trang người Pháp (s. 1933)
- 23 tháng 12 - Mustafa Mujezinović, thứ 7 Thủ tướng Bosnia và Herzegovina (s. 1954)
- 24 tháng 12: Bvlly, rapper người Canada (s. 1995)
- 25 tháng 12: Ari Behn, nhà văn, phò mã của vua Harald V, người Na Uy (s. 1972)
- 26 tháng 12: Nguyễn Văn Tý, nhạc sĩ người Việt Nam (s. 1925)
- 27 tháng 12 - Don Imus, nhân vật phát thanh, người dẫn chương trình truyền hình và tác giả người Mỹ (s. 1940)
- 29 tháng 12:
  - Alasdair Grey, nhà văn và nghệ sĩ người Scotland (s. 1934)
  - Neil Innes, nhà văn, diễn viên hài và nhạc sĩ người Anh (s. 1944)
  - Manfred Stolpe, chính trị gia người Đức (s. 1936)
- 30 tháng 12
  - Prosper Grech, hồng y người Malta (s. 1925)
  - Syd Mead, nghệ sĩ concept người Mỹ (s. 1933)
- 31 tháng 12
  - Serikbolsyn Abdildin, chính trị gia và nhà kinh tế người Kazakhstan (s. 1937)
  - Djimrangar Dadnadji, Thủ tướng thứ 16 của Chad (s. 1954)

## Các giải Nobel
- Sinh lý học và Y khoa: Peter J. Ratcliffe, William Kaelin Jr. và Gregg L. Semenza cho nghiên cứu cơ chế cảm nhận oxy của tế bào.	.
- Vật lý: James Peebles cho những phát hiện mang tính lý thuyết về vũ trụ học vật lý; Michel Mayor và Didier Queloz cho việc phát hiện hành tinh 51 Pegasi b ngoài Hệ Mặt Trời có quỹ đạo quay quanh một ngôi sao cùng loại với Mặt Trời.
- Hoá học: Yoshino Akira, M. Stanley Whittingham và John Bannister Goodenough cho những nghiên cứu pin Li-ion.
- Văn học: Peter Handke cho một tác phẩm có ảnh hưởng cùng sự khéo léo về ngôn từ đã khám phá được ngoại diên và sự độc đáo của trải nghiệm làm người.
- Kinh tế: Abhijit Banerjee, Esther Duflo và Michael Kremer cho các nghiên cứu chống đói nghèo quy mô toàn cầu.
- Hoà bình: Thủ tướng Ethiopia Abiy Ahmed cho nỗ lực chấm dứt bế tắc 20 năm giữa Ethiopia và Eritrea.